# Expo (tidsskrift)
Stiftelsen Expo er en almennyttig, svensk stiftelse med den vedtægtsmæssige opgave at "oplyse befolkningen om racisme og fremmedhad", stiftet 1995. I stiftelsens arbejde indgår udgivelsen af tidsskriftet Expo og arkivet Expo Research. Stiftelsens formand er Charles Westin. Chefredaktør og ansvarshavende redaktør for tidsskriftet er Daniel Poohl. Drivkræfterne bag stiftelsen og tidsskriftets opståen var blandt andet journalisterne Andreas Rosenlund og Stieg Larsson.
Tidsskriftet Expo udkommer med fire numre per år i et oplag på 2 600 eksemplarer.
I Expos arbejdsmetoder indgår at undersøge og kortlægge "antidemokratiske, højreekstreme og racistiske tendenser" i samfundet. Ifølge journalisten Jan Guillou fungerer Expo som en antiracistisk, "klassisk efterretningstjeneste".[kilde mangler] Et arbejde de har modtaget flere priser og udmærkelser for fra offentlige og private organisationer.